# Ochrolechia yasudae
Ochrolechia yasudae är en lavart som beskrevs av Vain. Ochrolechia yasudae ingår i släktet Ochrolechia och familjen Ochrolechiaceae.   Inga underarter finns listade i Catalogue of Life.